# 大音寺 (世田谷区)
大音寺（だいおんじ）は、東京都世田谷区にある浄土宗の寺院。

## 歴史
江戸時代中期、念誉上人（享保年間寂）によって開山された。開基は領主の渡辺栄之丞の祖で「最勝院」といった。これが当寺の院号の由来となっている。霊巌寺の末寺であった。
元禄初期と明治初期に火災に遭っているが、その後再建されている。
境内の一角には、当寺が設置する幼稚園「白菊幼稚園」を併設している。当時、幼児教育を施す施設が1か所しかなかったことから、1953年（昭和28年）に幼稚園を開園した。これまでに約4千人の卒園者を輩出している。

## 交通アクセス
- 東急大井町線緑が丘駅より徒歩8分。